# Observatorio Parkes
El Observatorio Parkes  (también conocido informalmente como "El plato") es un observatorio de radiotelescopio, ubicado a 20 kilómetros (12 millas) al norte de la ciudad de Parkes, Nueva Gales del Sur, Australia. Fue una de las varias antenas de radio utilizadas para recibir imágenes de televisión en vivo del aterrizaje del Apolo 11 en la Luna. Sus contribuciones científicas a lo largo de las décadas llevaron a la ABC a describirlo como "el instrumento científico más exitoso jamás construido en Australia" después de 50 años de funcionamiento.[cita requerida]
El Observatorio Parkes está dirigido por la Organización de Investigación Científica e Industrial de la Commonwealth (CSIRO), como parte de la red de radiotelescopios Australia Telescope National Facility (ATNF). Se utiliza con frecuencia junto con otros radiotelescopios CSIRO, principalmente el conjunto de seis antenas parabólicas de 22 metros (72 pies) en el Australia Telescope Compact Array cerca de Narrabri, y una sola antena parabólica de 22 metros (72 pies) en Mopra (cerca de Coonabarabran) , para formar una matriz de interferometría de línea de base muy larga.
El observatorio fue incluido en la Lista del Patrimonio Nacional de Australia el 10 de agosto de 2020.[cita requerida]

## Investigación histórica no astronómica
Durante las misiones Apolo a la Luna, el Observatorio Parkes se utilizó para transmitir señales de comunicación y telemetría a la NASA, proporcionando cobertura para cuando la Luna estaba en el lado australiano de la Tierra.
El telescopio también jugó un papel en la transmisión de datos de la misión Galileo de la NASA a Júpiter que requirió soporte de radiotelescopio debido al uso de su subsistema de telemetría de respaldo como el medio principal para transmitir datos científicos.
El observatorio se ha mantenido involucrado en el seguimiento de numerosas misiones espaciales hasta el día de hoy, que incluyen:
- Mariner 2
- Mariner 4
- Voyager missions (pero ya no debido a la distancia de las sondas, solo el plato de 70 m en el CDSCC todavía puede comunicarse con las dos sondas Voyager, Voyager 1 and Voyager 2.)
- Giotto
- Galileo
- Cassini-Huygens (hasta 2017)

El CSIRO ha realizado varios documentales sobre este observatorio, y algunos de estos documentales se han publicado en YouTube.

## Diseño y construcción

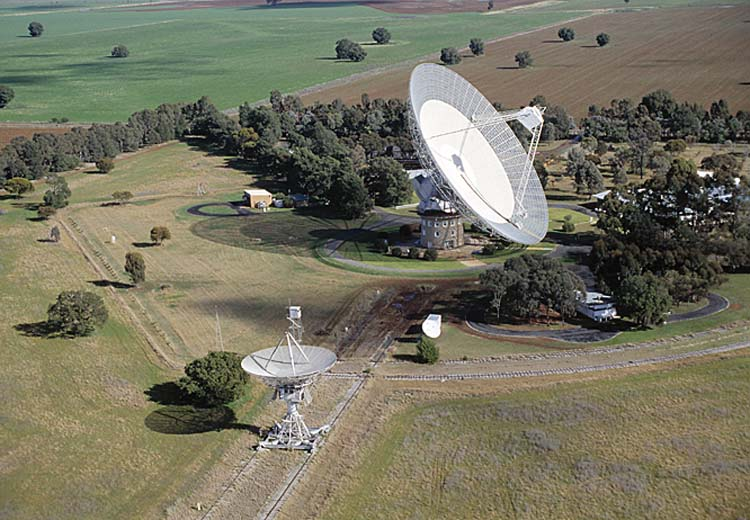
Radiotelescopio Parkes

El radiotelescopio Parkes, terminado en 1961, fue una creación de E. G. "Taffy" Bowen, jefe del Laboratorio de Radiofísica del CSIRO. Durante la Segunda Guerra Mundial, había trabajado en el desarrollo de radares en los Estados Unidos y había establecido conexiones en su comunidad científica. Al recurrir a esta red de viejos, convenció a dos organizaciones filantrópicas, Carnegie Corporation y Rockefeller Foundation, para que financiaran la mitad del costo del telescopio.[cita requerida] Fue este reconocimiento y el apoyo financiero clave de Estados Unidos lo que convenció al primer ministro australiano, Robert Menzies, de aceptar financiar el resto del proyecto.
El sitio de Parkes fue elegido en 1956, ya que era accesible, pero lo suficientemente lejos de Sídney para tener cielos despejados. Además, el alcalde Ces Moon y el terrateniente australiano James Helm se mostraron entusiasmados con el proyecto.
El éxito del telescopio Parkes llevó a la NASA a copiar el diseño básico en su Deep Space Network, con platos de 64 m construidos en Goldstone, California, Madrid, España y Tidbinbilla, cerca de Canberra en Australia.
Sigue actualizándose y, a partir de 2018, es 10.000 veces más sensible que su configuración inicial.[cita requerida]

## Parkes en el cine
La Luna en directo (The Dish, nombre original en inglés) es una película australiana de comedia dramática histórica del año 2000 que cuenta la historia del papel del Observatorio Parkes en la transmisión televisiva en vivo de los primeros pasos de la humanidad en la Luna durante la misión Apolo 11 en 1969. Fue la película australiana más taquillera en 2000.